# باهور لبيب

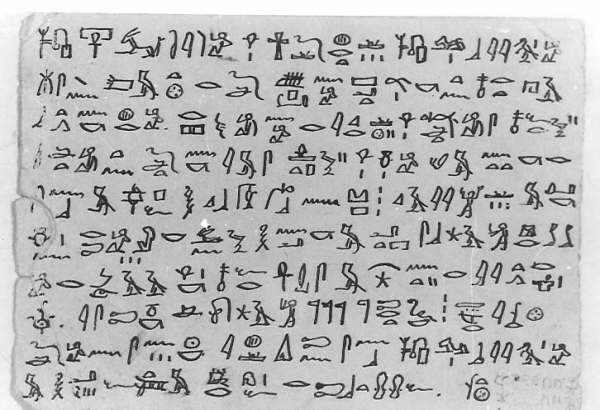
Pahor Labib was one of the world leaders in the لغة قبطية. He was also well versed in هيرغليفيةs. Above shows a postcard in hieroglyphs from Professor Herman Grapow to his student Pahor Labib sent in 1932

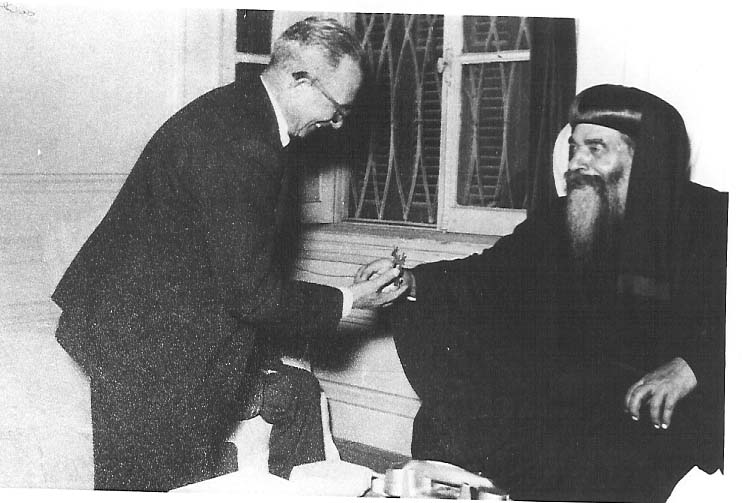
كيرلس السادس (بابا الإسكندرية) باهور لبيب والبابا كيرلس السادس 1960's

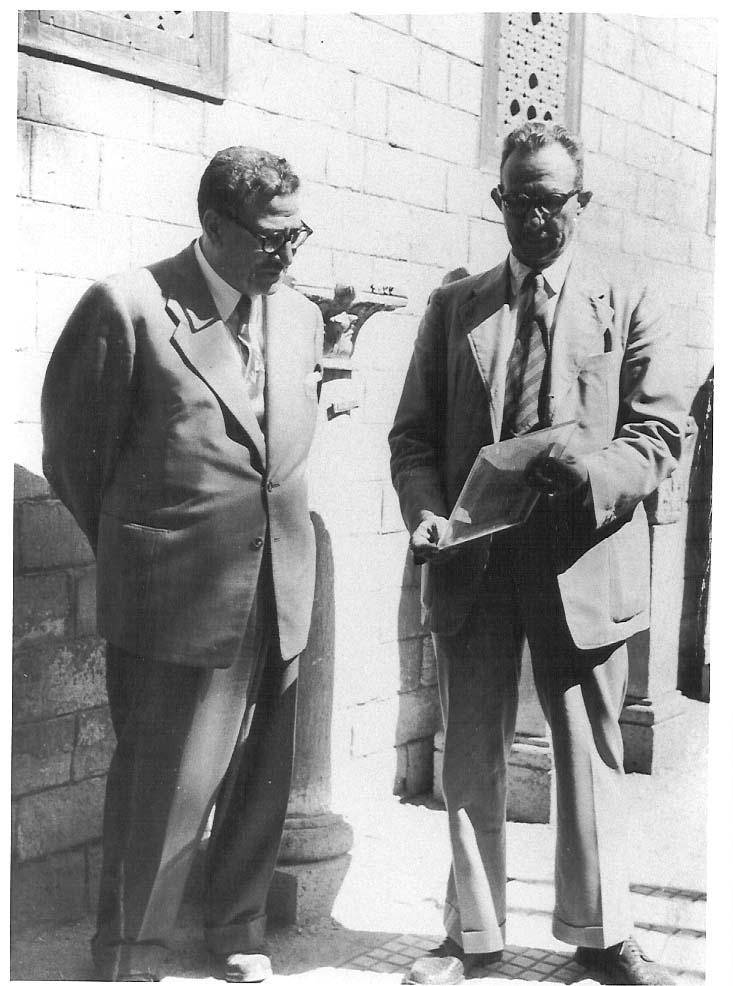
Pahor Labib with هنري كسنجر in the المتحف القبطي, Labib showing a page of the مخطوطات نجع حمادي preserved in special glass.

باهور لبيب (1905 - 1994) عالم القبطيات المصري
المدير الاسبق المتحف القبطي بالقاهرة
نشر 158 ورقة من مخطوطات نجع حمادي، وذلك في سنة 1976 م.

## كتاب الدكتور باهور لبيب عالِم الآثار... قصة كفاح ونجاح
هذا الكتاب يرصد سيرة ذاتية لقصة كفاح ونجاح مصري صميم لا غش فيه من منظور ابنه الدكتور أحمس مستشار الأنف والأذن والحنجرة بإنجلترا والحاصل على الدكتوراه في العلوم الطبية بهولندا وهو خريج المعهد العالي للدراسات القبطية بالقاهرة.
كتاب فريد يحكي قصة كفاح ونجاح عالم الآثار المصري الدكتور باهور لبيب الذي وُلِدَ في 19 سبتمبر عام 1905، واشترك في ثورة 1919، وهو أول مصري يحصل على درجة الدكتوراه في الآثار، وعُيّن مديرًا للمتحف القبطي، وأمم مخطوطات نجع حمادي، وعُيّن رئيسًا لهيئة اليونسكو لترجمة مخطوطات العارفين بالله، وحصل على الميدالية الذهبية من الإمبراطور هيلا سيلاسي، وعُيّن رئيسًا للهيئة العالمية لدراسة المخطوطات، وانطلقت روحه إلى بارئها في 7 مايو عام 1994م.

## قصة حياة مصري لا غش فيه
قصة حياة الدكتور باهر لبيب عالم الآثار الشهير هي قصة حياة مصري لا غش فيه، عاشق لأرض مصر، وطني من الطراز الأول، حُبه للحق وسعيه الدءوب نحو العلم جعله هدفًا للمصاعب والآلام ولكنه تقبلها وصارعها ليخرج مكللاً بالنجاح. لم يكن طريقه سهلاً ولا كان نجاحه بلا ألم.
لا يسرد الكتاب ملحمة شخص فقط، بل قصة أمة من خلال حياة رجل أحب وطنه إلى المنتهى، لم يكن باهور لبيب يبغي التملك بل كانت رغبته في الحياة وشغف قلبه أن ينهل من ينابيع العلم.

## محتوى الكتاب
يتكون الكتاب الذي صدر منذ عدة أيام، من واحد وعشرين فصلاً، ويقع في 288 صفحة من القطع الكبير.
الفصل الأول يتطرق إلى جذور العائلة ونشأتها في بلدة «مير» التي تقع في محافظة أسيوط بصعيد مصر، وخاصة والد صاحب السيرة أقلاديوس بك لبيب الذي كان يجيد عدة لغات (الإنجليزية والفرنسية والقبطية والهيروغليفية) وألف خمسة وعشرون كتابًا في اللغة القبطية وترك تأثيرًا قويًا على باهور.

## نشأة باهور ودراسته
الفصل الثاني يتناول حياة باهور منذ ولادته في 19 سبتمبر 1905، حتى التحاقه بمدرسة الأقباط الكبرى ثم الخديوية الثانوية التي تخرج منها قاسم أمين وأحمد لطفي السيد ومصطفى كامل وسلامة موسى، واشتراكه في ثورة 1919 رغم صغر سنه في ذلك الوقت، وانتهاء بدراسته الجامعية في كلية الحقوق وكلية الآداب قسم الآثار في ذات الوقت.
ويتحدث الفصل الثالث عن حياة باهور في ألمانيا أثناء دراسته للحصول على درجة الدكتوراه في الفترة من عام 1930 إلى عام 1934م. حيث كان المشرف الأساسي على رسالته الدكتور هيرمان جرابو الذي يُعتبر أكبر عالم للغة الهيروغليفية في العالم.
وكانت رسالة باهور عن «الملك أحمس طارد الهكسوس من أرض مصر ومؤسس الأسرة الثامنة عشر» وقد تجول باهور في جميع متاحف أوروبا دارسًا كل ما تضمنته عن الملك أحمس. ويسرد هذا الفصل كيف تعرض لهزة عنيفة عندما علم بوفاة أخيه الوحيد عام 1932 مما اضطر لدخول المستشفى في برلين للعلاج.

## العودة إلى مصر
والفصل الرابع يعرض ما حدث له عقب رجوعه إلى مصر، ورغم أن باهور يعتبر أول من حصل على الدكتوراه في الآثار المصرية القديمة (الفرعونية) إلا أنه أمضىَ سنة عقب رجوعه لأرض وطنه بدون عمل في الجامعة، والسبب كان قول باهور أثناء مناقشة رسالة الدكتوراه في ألمانيا.
قال باهور: «كما طرد أحمس الأول الهكسوس من مصر يجب علينا أن نطرد المُحتل من بلادنا» قاصدًا بالطبع الإنجليز، وقيل لباهور إن هذا هو السبب لعدم إعطائه وظيفة عقب عودته لمصر.

## قصة المتحف القبطي
يسرد الفصل الخامس قصة نشأة المتحف القبطي على يد مرقس باشا سميكة وموقع المتحف، وأسماء الملوك والوزراء والبطاركة الذين زاروا المتحف في النصف الأول من القرن العشرين، ومحتويات المتحف «قبل تجديدات 2006» مدعمًا ببعض الصور التوثيقية، والفصل السادس يتحدث عن إدارة باهور للمتحف القبطي التي امتدت لفترة من 1951 إلى 1965. وكيف أضاف في مكتبة المتحف، الجزء الأكبر من مكتبة نجع حمادي كما عرض في المتحف ما اكتشفه من آثار في حفائر مارمينا.
الفصل السابع يتحدث عن بعض أنشطة باهور الأخرى التي قام بها وتوضح كم الأعمال التي قام بها والمناصب التي شغلها من عضوية لجنة التاريخ والآثار وعضوية المجلس القومي للثقافة، وعضوية لجنة المتاحف باليونسكو والمجلس الأعلى للآثار المصرية والقبطية والإسلامية...الخ
بالإضافة إلى اشتراكه ضمن لجنة ترجمة الكتاب المقدس، مشتركا مع الأنبا غريغوريوس وتم ترجمة الأربعة أناجيل ونشرتهم مكتبة المعارف.
الفصل الثامن عن القديس مارمينا والحفائر التي قام بها في منطقة أبو مينا الأثرية مدعمًا بالعديد من الصور لكنيسة مارمينا بتسالونيكي باليونان.

## مخطوطات نجع حمادي
الفصل التاسع يتحدث عن مخطوطات نجع حمادي وهي كتب مدونة بالقبطية اكتشفت في صعيد مصر عام 1945م، وقد خطها أفراد مجموعة تُعرف بالغنوصية أو فلسفة العارفين بالله، وتعتبر أهم عمل علمي شارك فيه مع أكبر علماء القبطيات من مختلف بقاع العالم ونتج عن هذا العمل اهتمام عالمي بعلم القبطيات وإنشاء الهيئة العالمية لدراسة القبطيات التي عقدت أول اجتماع لها بالقاهرة عام 1976م. ويحتوي هذا الفصل على صور نادرة لهيئة العلماء وهم يفحصون المخطوطات.

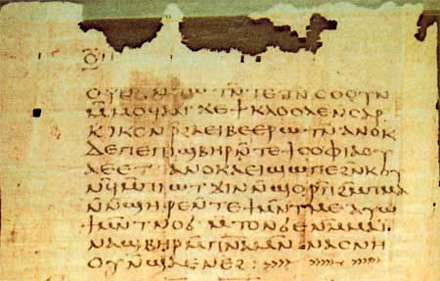
مخطوطات نجع حمادي

## مشاهير تقابل معهم باهور
الفصول من العاشر إلى السابع عشر عن المشاهير الذين عرفهم الدكتور باهور وخصص الفصل العاشر لزيارة الإمبراطور هيلاسيلاسي للمتحف، والحادي عشر لصلته بالملك فاروق وزيارة ملكة الدنمرك والرئيس نكروما للمتحف.
الفصل الثاني عشر يتناول معرفته بالبابا كيرلس الخامس والأنبا يوساب الثاني. الفصلين الثالث والرابع عشر يوضح علاقته بالبابا كيرلس السادس مع العديد من الصور. الفصل الخامس عشر يتطرق لمعرفته بالبابا شنوده الثالث.
الفصل السادس عشر: عن صلته بالأساقفة الذين عرفهم واحد رؤساء الأديرة. الفصل السابع عشر: خصص لباقي المشاهير في حياة باهور. مثل علي ماهر باشا وعميد الأدب العربي طه حسين، والدكتور أحمد لطفي السيد، والأستاذ توفيق الحكيم والدكتور سليمان حزين.
الفصل الثامن عشر خصص لأنجاله الأربعة الذين ما زالوا على قيد الحياة وهم «أحمس» كاتب هذا الكتاب و«فاروق وبافنوتي وجمال»، والتاسع عشر يتناول مدة معاشه، والفصل العشرون: عن آخر مرض أصابه ووفاته، أما الفصل الأخير: عن ما بعد الفراق.

## مواضيع مرتبطة
- كنيسة قبطية أرثوذكسية
- المتحف القبطي